# Viện Nghiên cứu Hỗ trợ Phát triển nông thôn
Viện Nghiên cứu Hỗ trợ Phát triển Nông thôn là tổ chức khoa học và công nghệ trực thuộc Hội khoa học Đông Nam Á Việt Nam, Viện được thành lập ngày 01 tháng 11 năm 1997 theo Quyết định số 47/1997/QĐ-TW. Viện hoạt động theo phương thức hạch toán kinh tế độc lập, có tư cách pháp nhân đầy đủ, có con dấu, trụ sở riêng và có tài khoản tại Ngân hàng Việt Nam. Hiện Viện này đã ngừng hoạt động từ ngày 23/05/2013.
Các lĩnh vực hoạt động:
- Nghiên cứu và ứng dụng các tiến bộ khoa học công nghệ của các nước Đông Nam Á và thế giới trong các lĩnh vực: Nông, lâm, thủy, hải sản, bảo quản chế biến sau thu hoạch phát triển nông, lâm nghiệp và nông thôn, xây dựng môi trường sinh thái bền vững, góp phần xóa đói giảm nghèo.
- Nghiên cứu ứng dụng tiến bộ khoa học kỹ thuật trong các lĩnh vực y tế cộng đồng và chăm sóc sức khỏe, văn hóa xã hội, đào tạo nguồn nhân lực của các nước Đông Nam Á và thế giới vào Việt Nam.
- Phổ biến kiến thức và những thông tin tinh túy về Đông Nam Á, thế giới cho cộng đồng các dân tộc Việt Nam, Đông Nam Á và thế giới.
- Liên kết với các trường đại học, cao đẳng, trung học, trường dạy nghề trong và ngoài nước, với các Viện và Trung tâm nghiên cứu, đào tạo nguồn nhân lực phục vụ sự nghiệp phát triển nông nghiệp, nông thôn và đất nước.
- Tư vấn, phản biện chuyển giao công nghệ thực hiện các dự án thuộc các lĩnh vực trên.